# 1932 w filmie
Wydarzenia filmowe w 1932 roku.

## Wydarzenia
- 28 lutego – amerykański producent i reżyser Cecil B. DeMille opuścił wytwórnię Metro-Goldwyn-Mayer i powraca jako reżyser do wytwórni Paramount Pictures, dla której zrealizuje liczne westerny.
- Karierę filmową rozpoczęli Cary Grant, Katharine Hepburn i Shirley Temple.

## Premiery

### Filmy polskie
- 5 stycznia – Ułani, ułani, chłopcy malowani – reż. Mieczysław Krawicz
- 16 lutego – Rok 1914 – reż. Henryk Szaro
- 23 lutego – Szyb L-23 – reż. Leonard Buczkowski
- 6 marca – Bezimienni bohaterowie – reż. Michał Waszyński
- 18 marca – Dzikie pola – reż. Józef Lejtes
- 18 marca – Legion ulicy – reż. Aleksander Ford
- 27 marca – Puszcza – reż. Ryszard Biske
- 6 maja – Rycerze mroku – reż. Bruno Bredschneider, Stefan Szwarc
- 9 września – Księżna Łowicka – reż. Janusz Warnecki, Mieczysław Krawicz
- 29 września – Głos pustyni – reż. Michał Waszyński
- 5 listopada – Biała trucizna – reż. Alfred Niemirski
- 11 listopada – Sto metrów miłości – reż. Michał Waszyński
- 10 grudnia – Biały ślad – reż. Adam Krzeptowski
- 22 grudnia – Pałac na kółkach – reż. Ryszard Ordyński
- Przygody Puka – reż. Jan Jarosz

### Filmy zagraniczne
- 8 grudnia – Pożegnanie z bronią (Farewell to Arms) – reż. Frank Borzage
- Dream House – reż. Del Lord, wyk. Bing Crosby, Ann Christy, Vernon Dent
- Billboard Girl – reż. Leslie Pearce, wyk. Bing Crosby, Marjorie Kane
- Wielka transmisja – reż. Frank Tuttle, wyk. Bing Crosby, Stuart Erwin, Leila Hyams, George Burns, Eddie Lang, Cab Calloway

## Nagrody filmowe
- Oscary za sezon 1931/1932
  - Najlepszy film – Ludzie w hotelu
  - Najlepszy aktor – Wallace Beery (Mistrz) i Fredric March (Doktor Jekyll i pan Hyde)
  - Najlepsza aktorka – Helen Hayes (Grzech Madelon Claudet)
  - Wszystkie kategorie: 5. ceremonia wręczenia Oscarów

## Urodzili się
- 1 stycznia – Wanda Siemaszko, polska aktorka (zm. 2024)
- 2 stycznia – Tadeusz Worontkiewicz, polski reżyser (zm. 2003)
- 3 stycznia – Anna Łubieńska, polska aktorka
- 4 stycznia – Carlos Saura, hiszpański reżyser, scenarzysta i producent filmowy (zm. 2023)
- 6 lutego – François Truffaut, francuski reżyser nowej fali (zm. 1984)
- 18 lutego – Miloš Forman, czeski reżyser (zm. 2018)
- 27 lutego – Elizabeth Taylor, brytyjska aktorka (zm. 2011)
- 15 marca – Jerzy Hoffman, polski reżyser
- 18 marca – Marian McCargo, amerykańska aktorka i tenisistka (zm. 2004)
- 20 marca – Ryszard Kotys, polski aktor (zm. 2021)
- 4 kwietnia:
  - Anthony Perkins, amerykański aktor, reżyser filmowy i teatralny (zm. 1992)
  - Andriej Tarkowski, rosyjski reżyser, scenarzysta, aktor (zm. 1986)
- 14 kwietnia – Piro Mani, albański aktor i reżyser (zm. 2021)
- 8 maja – Stanisław Niwiński, polski aktor (zm. 2002)
- 19 czerwca:
  - Pier Angeli, włoska aktorka (zm. 1971)
  - Marisa Pavan, włoska aktorka (zm. 2023)
- 28 czerwca – Pat Morita, amerykański aktor (zm. 2005)
- 17 lipca – Wojciech Kilar, polski pianista i kompozytor muzyki poważnej, twórca muzyki filmowej, dyrygent (zm. 2013)
- 2 sierpnia:
  - Gerard Zalewski, polski reżyser (zm. 2011)
  - Peter O’Toole, brytyjski aktor (zm. 2013)
- 3 września – Eileen Brennan, amerykańska aktorka (zm. 2013)
- 30 października – Louis Malle, francuski reżyser Nowej fali (zm. 1995)
- 7 grudnia – Ellen Burstyn, amerykańska aktorka
- 28 grudnia – Nichelle Nichols, amerykańska aktorka i piosenkarka (zm. 2022)

## Zmarli
- 16 września – Peg Entwistle, amerykańska aktorka
- 27 listopada – Evelyn Preer, amerykańska aktorka i piosenkarka